# ICAO-TI
ICAO-TI (International Civil Aviation Organization - Technical Instructions for the Safe Transport of Dangerous Goods by Air) är ett regelverk som tillämpas vid transport av farligt gods och magnetiskt material vid start från, landning på, eller överflygning av svenskt territorium.

## Klassificering
Huvudartikel: Klassificering av farligt gods
Farligt gods som fraktas via flygtransport ska vara klassificerade enligt europeisk standard i någon av klasserna 1-9 och eventuellt en tillhörande grupp om en sådan finns. I första hand ska varor eller ämnen delas in enligt de bestämmelser som finns i ICAO-TI. Finns varorna eller ämnena inte upptagna i ICAO-TI så gäller i andra hand att de klassificeras med avseende på den risk som bedöms som störst under själva transporten. Övriga risker ska anges med hjälp av de förfaranden som finns i ICAO-TI. 
Förpackningen som det farliga godset transporteras i ska vara provad enligt specifikationerna i ICAO-TI.

## Begränsningar
Flygtransport av farligt gods är tillåtet då transporten sker i enlighet med BCL och ICAO-TI. Vissa sorters gods är dock förbjudet att transportera:
1. Varor och ämnen som i ICAO-TI har totalförbjudit för flygtransport
2. Explosivt gods eller ämnen som antänds eller sönderdelas när de utsätts för en temperatur lägre än 75°C under 48 timmars tid.
3. Explosivt gods eller ämnen som innehåller både klorat- och ammoniumsalter.
4. Explosivt gods eller ämnen som innehåller blandningar av klorater och fosfor.
5. Explosivt gods eller ämnen som klassats som särskilt känsliga för mekaniska stötar.
6. Explosiva vätskor som klassats som måttligt känsliga för mekaniska stötar.
7. Alla varor med benägenhet att utveckla farlig värme eller gas vid förhållanden som normalt råder under en flygtransport.
8. Radioaktiva varor som är antändliga i luften
9. Brandfarliga varor och organiska peroxider som genom prov har visat sig ha explosiva egenskaper och som är packade på sådant sätt att klassificeringsbestämmelserna skulle kräva användning av en varningsmarkering för explosiv vara utöver den ordinarie varningsmarkeringen.